# Тајни круг
Тајни круг (енгл. The Secret Circle) америчка је фантастична телевизијска серија коју је створио Ендру Милер за The CW. Темељи се на истоименом серијалу романа Л. Џ. Смит. Смештена у граду Чанс Харбор у Вашингтону, серија се усредсређује на Кеси Блејк која, након што се преселила у Чанс Харбор, открива да је вештица и убрзо затим се придружује тајном ковену.
The CW је отказао серију 11. маја 2012. године. Гледаност је опала у другој половини сезоне; високи трошкови специјалних ефеката и снимања наведени су као разлози за њено отказивање.

## Радња
Након мајчине смрти у трагичном пожару, средњошколка Кеси Блејк (Брит Робертсон) сели се у Чанс Харбор у Вашингтону, да живи са својом бабом. Спријатељи се са Адамом Конантом (Томас Декер), Дајаном Мид (Шели Хениг), Феј Чејмберлен (Фиби Тонкин), Мелисом Глејзер (Џесика Паркер Кенеди) и Ником Армстронгом (Луис Хантер), који јој откривају да она долази из дуге лозе вештица и да је последњи члан њиховог ковена. У почетку Кеси не верује да је вештица, чак и након што јој Адам помогне да покрене своје моћи. Тек након што открије стару књигу чаролија коју јој је оставила покојна мајка Амилија, Кеси почиње да прихвата своју моћ. Унутар књиге је порука која објашњава да је Амилија чувала праву породичну историју и своје моћи у тајности како Кеси не би била повређена. Моћи круга привлаче мрачне и опасне силе које их стално доводе у опасност.

## Улоге

### Чланови круга
- Брит Робертсон као Кеси Блејк
- Томас Декер као Адам Конант
- Фиби Тонкин као Феј Чејмберлен
- Шели Хениг као Дајана Мид
- Џесика Паркер Кенеди као Мелиса Глејзер
- Луис Хантер као Ник Армстронг
- Крис Зилка као Џејк Армстронг

### Други
- Гејл Харолд као Чарлс Мид
- Ешли Кроу као Џејн Блејк
- Наташа Хенстриџ као Дон Чејмберлен

## Епизоде
| No. | Наслов | Редитељ         | Сценариста                     | Премијера           | Прод. код | Гледаност у САД (милиони) |
| --- | ------ | --------------- | ------------------------------ | ------------------- | --------- | ------------------------- |
| 1   |        | Лиз Фридлендер  | Teleplay by : Ендру Милер      | 15. септембар 2011. |           | 3,05                      |
| 2   |        | Лиз Фридлендер  | Кевин Вилијамсон и Ендру Милер | 22. септембар 2011. |           | 2,12                      |
| 3   |        | Колин Бакси     | Ричард Хатем                   | 29. септембар 2011. |           | 2,12                      |
| 4   |        | Дејвид Барет    | Дејвид Ерман                   | 6. октобар 2011.    |           | 1,96                      |
| 5   |        | Лиз Фридлендер  | Дејна Барата                   | 13. октобар 2011.   |           | 1,89                      |
| 6   |        | Гај Би          | Андреа Њуман                   | 20. октобар 2011.   |           | 2,12                      |
| 7   |        | Чарлс Бисон     | Мишел Ловрета                  | 27. октобар 2011.   |           | 2,33                      |
| 8   |        | Џон Фосет       | Дон Вајтхед и Холи Хендерсон   | 3. новембар 2011.   |           | 2,26                      |
| 9   |        | Бред Тарнер     | Ендру Милер и Андреа Њуман     | 10. новембар 2011.  |           | 2,17                      |
| 10  |        | Крис Грисмер    | Дејвид Ерман                   | 5. јануар 2012.     |           | 2,05                      |
| 11  |        | Џошуа Батлер    | Холи Хендерсон и Дон Вајтхед   | 12. јануар 2012.    |           | 1,93                      |
| 12  |        | Игл Игилсон     | Дејна Барата                   | 19. јануар 2012.    |           | 1,63                      |
| 13  |        | Лиз Фридлендер  | Ендру Милер и Андреа Њуман     | 2. фебруар 2012.    |           | 1,75                      |
| 14  |        | Дејв Барет      | Роџер Грант                    | 9. фебруар 2012.    |           | 1,82                      |
| 15  |        | Бред Тарнер     | Дејвид Ерман                   | 16. фебруар 2012.   |           | 1,76                      |
| 16  |        | Џошуа Батлер    | Кејти Вех                      | 15. март 2012.      |           | 1,62                      |
| 17  |        | Џон Фосет       | Дон Вајтхед и Холи Хендерсон   | 22. март 2012.      |           | 1,74                      |
| 18  |        | Ник Копус       | Дејвид Ерман                   | 29. март 2012.      |           | 1,33                      |
| 19  |        | Омар Мада       | Мајка Шрафт                    | 19. април 2012.     |           | 1,14                      |
| 20  |        | Игл Игилсон     | Роџер Грант и Кејти Вех        | 26. април 2012.     |           | 1,15                      |
| 21  |        | Алекс Закжевски | Холи Хендерсон и Дон Вајтхед   | 3. мај 2012.        |           | 1,23                      |
| 22  |        | Дејв Барет      | Ендру Милер и Андреа Њуман     | 10. мај 2012.       |           | 1,28                      |